# Ardro pri Raki
Ardro pri Raki – wieś w Słowenii, w gminie Krško. W 2018 roku liczyła 85 mieszkańców.